# فردریک دو هافمن
فردریک دو هافمن (به آلمانی: Frederic de Hoffmann) در ۸ ژوئیه ۱۹۲۴ در شهر وین کشور اتریش به دنیا آمد و در ۴ اکتبر ۱۹۸۹ در لا هویا (La Jolla) کالیفرنیا درگذشت. هافمن یکی از فیزیکدان‌های هسته‌ای بود که بر روی پروژه منهتن فعالیت داشت.

## زندگی‌نامه
در ۱۹۴۱ به آمریکا مهاجرت کرده و در سال ۱۹۴۴ از هاروارد فارغ‌التحصیل شد. وی سپس به آزمایشگاه ملی لاس آلاموس (Los Alamos National Laboratory) فرستاده شد و در آنجا در اتمام ساخت نخستین بمب اتمی همکاری داشت. سپس به دانشگاه هاروارد باز می‌گردد و از تز خود در سال ۱۹۴۸ در حضور جولیان شوینگر (Julian Schwinger) دفاع می‌کند. پس از آن به لوس آلاموس بازگشته و در نزد ادوارد تلر (Edward Teller) برای پیشرفت پروژه تولید بمب هیدروژنی مشغول بکار می‌شود.
بعد از ترک لوس آلاموس وی با هانس بته (Hans Bethe) و سیلوان شوبر (Silvan Schweber) برای نگارش کتاب مزون‌ها و میدان‌ها (Mesons and Fields) همکاری می‌کند و همان زمان رئیس کمیته ارشد بازنگری کمیسیون انرژی اتمی ایالات متحده آمریکا در آمریکا می‌شود.
در سال ۱۹۵۵ وارد شرکت جنرال داینامیکس شد. در همان سال جان جی هاپکینز (John Jay Hopkins) او را برای پایه‌گذاری شرکت جنرال اتمیکس (General Atomics) برمی‌گزیند. فردریک هافمن نخستین رئیس شرکت جنرال اتمیکز و از طرفدار سرسخت استفاده صلح‌آمیز انرژی هسته‌ای بود.
هدف این شرکت در آن زمان اجرا و فروش رآکتورهای هسته‌ای برای تولید انرژی بود. در اواخر دهه ۵۰ او پروژه اوریون (Projet Orion) را با هدف ساخت سفینه‌های فضایی که با سوخت هسته‌ای کار می‌کنند را سازماندهی کرد.
هافمن در پایه‌گذاری دانشکده سان دیه‌گو همکاری نمود. در سال ۱۹۷۰ هافمن به انستیتو پژوهش‌های زیست‌شناسی سالک (Salk Institutefor Biological Studies) برای مطالعات زیست‌شناسی می‌پیوندد و به مدت ۱۸ سال مدیریت این مؤسسه را به عهده می‌گیرد.
هافمن در سال ۱۹۸۴ در اثر انتقال خون آلوده در یک عمل جراحی به بیماری ایدز مبتلا شد و در سال ۱۹۸۹ در سن ۶۵ سالگی در لا هویای آمریکا درگذشت.